# Унгуртас
Унгуртас (каз. Үңгіртас) — село в Жамбылском районе Алматинской области Казахстана. Административный центр Унгуртасского сельского округа. Код КАТО — 194277100.

## Население
В 1999 году население села составляло 2208 человек (1085 мужчин и 1123 женщины). По данным переписи 2009 года, в селе проживали 1884 человека (952 мужчины и 932 женщины).

## Местоположение
100 км от города Алматы по трассе Алматы-Бишкек-Ташкент.

## Достопримечательности
Возле села Унгуртас находится одноимённая невысокая гора с пещерой.